# Frassinelle Polesine

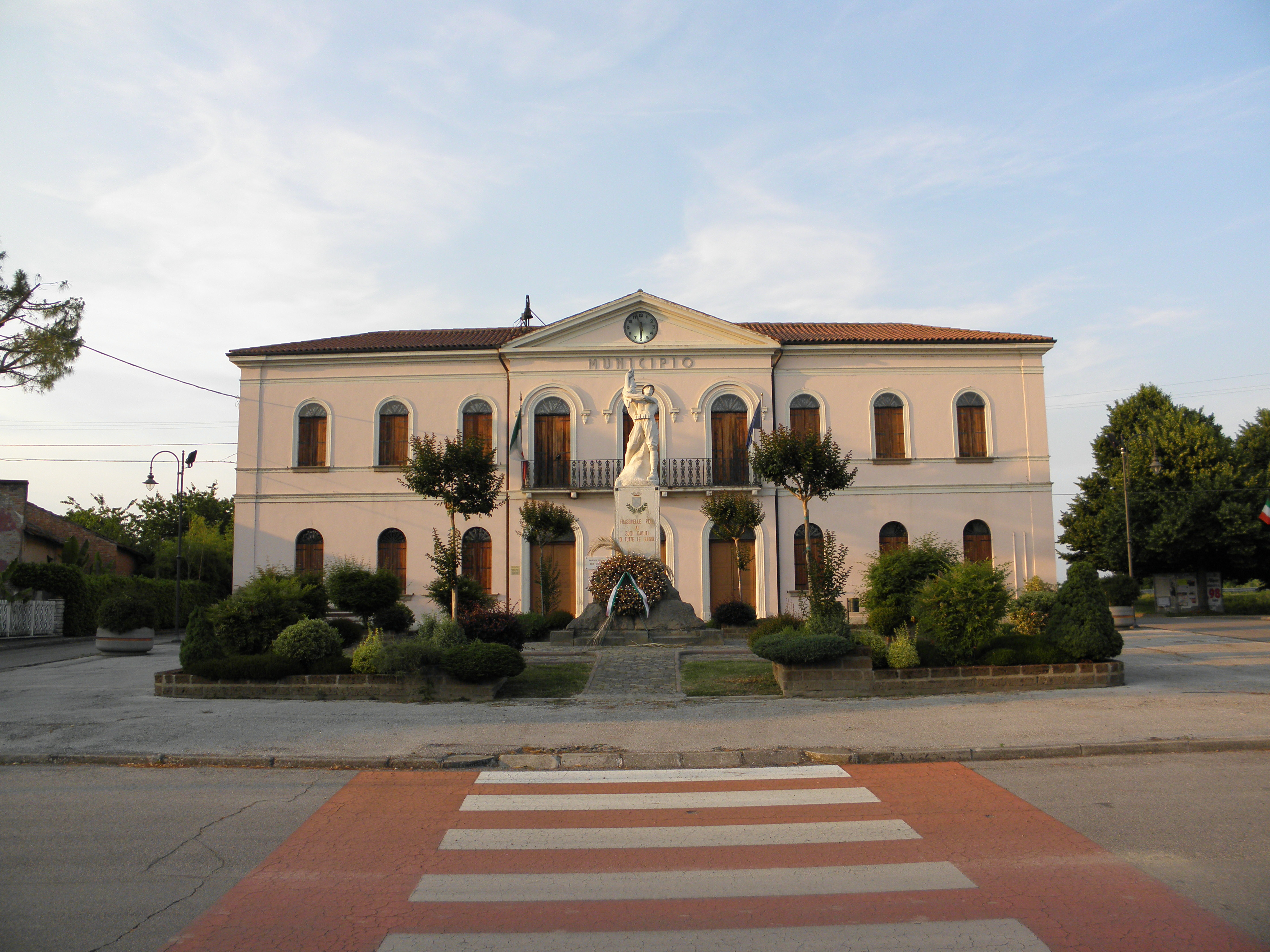
Rathaus von Frassinelle Polesine

Frassinelle Polesine ist eine nordostitalienische Gemeinde (comune) mit 1322 Einwohnern (Stand 31. Dezember 2023) in der Provinz Rovigo in Venetien. Die Gemeinde liegt etwa 10,5 Kilometer von Rovigo.

## Verkehr
Am westlichen Rand der Gemeinde führt die Autostrada A13 von Padua nach Bologna (ohne Anschluss) entlang.